# Linguère
Linguère ist eine Stadt im zentralen Norden des Senegal. Sie ist Präfektur des Départements Linguère in der Region Louga.

## Geographische Lage
Linguère liegt 260 Kilometer nordöstlich von Dakar im Osten der Region Louga. Bis zur Regionalpräfektur Louga sind es 120 Kilometer. Die Stadt liegt im Zentrum der regenarmen und dünn besiedelten Ferlo am Mittellauf des Flusses Ferlo, der hier nur in der Regenzeit Wasser führt und dann am Südrand der Stadt durch ein über 1000 Meter breites Schwemmland mäandriert. Die Landschaft ist von den klimatischen Bedingungen der Sahelzone geprägt. Das Stadtgebiet umfasst 14,66 km².

## Geschichte
Linguère war Endpunkt einer in Louga beginnenden Zweigstrecke der Eisenbahnstrecke Dakar–Saint-Louis. Diese Stichbahn wurde zwischen 1907 und 1923 gebaut, inzwischen aber stillgelegt und teilweise demontiert.

## Bevölkerung
Die letzten Volkszählungen ergaben für die Stadt jeweils folgende Einwohnerzahlen:
| Jahr | Einwohner |
| ---- | --------- |
| 1988 | 9.824     |
| 2002 | 11.667    |
| 2013 | 15.482    |

## Verkehr
Linguère liegt an der Nationalstraße N 3. Diese verbindet die Städte Thiès, Khombole, Bambey, Diourbel, Mbacké, Touba, Dahra im Südwesten mit Ranérou, Ourossogui und Matam im Osten des Landes und mit der Grenze zu Mauretanien am Ufer des Senegal.
Dreieinhalb Kilometer vom Stadtzentrum Linguère entfernt liegt östlich der Stadt an der N3 der Flugplatz Linguère.